# Margot Eskens
Margot Eskens (Düren, 12 d'agost de 1939) és una cantant alemanya de Schlager, que va gaudir de molta popularitat en els anys 1950s i 1960s.

## Carrera
En 1954, mentre exercia com a assistent dental, Eskens guanya una competència de cant de la companyia discogràfica Polydor Records, on va interpretar la cançó Moulin Rouge.
Entre 1956 i 1957 va llançra dos senzills que se situaren en el lloc #1, "Tiritomba" (que va vendre prop de 800,000 còpies) i "Cindy oh Cindy", que va ser el seu senzill més reeixit, i es va mantenir 25 setmanes en el Top 10 dels senzills d'Alemanya. També va produir diversos duets amb Silvio Francesco, el germà de Caterina Valente.
Eskens va col·laborar amb el cantautor i productor Kurt Feltz fins a 1961. Ella a més va participar en el Deutscher Schlager-Festspiele en 1962, obtenint el tercer lloc darrere de Conny Froboess i Siw Malmkvist. En 1966 va representar a Alemanya en el Festival de la Cançó d'Eurovisió amb la cançó "Die Zeiger der Uhr" (Les agulles del rellotge) i va finalitzar en el 10è lloc amb 7 punts (empatada amb Luxemburg i Finlàndia).
Ha venut 40 milions de discos des de 1956. A finals de la dècada del 1980 va començar a gravar "schlagermusik" més tradicional com l'àlbum Mein Traumland am Wörtherse (1990).

## Singles
Èxits que han quedat entre els 20 primers llocs de les llistes alemanyes.
- Ich möcht heut ausgehn, 1955, #3
- Tiritomba, 1956, #1
- Mamatschi, 1956, #9
- Cindy oh Cindy, 1957, #1
- Calypso Italiano, 1957, #9 (amb Silvio Francesco)
- Wenn du wieder mal auf Cuba bist, 1957, #12 (amb Silvio Francesco)
- Wenn du wiederkommst, 1958, #11 (amb Silviio Francesco)
- Himmelblaue Serenade, 1958, #8 (amb Silvio Francesco)
- Du bist mir lieber als die andern, 1959, #12 (amb Silvio Francesco)
- Mondschein-Partie, 1959, #5 (amb Silvio Francesco)
- Wenn du heimkommst, 1961, #18
- Ein Herz, das kann man nicht kaufen, 1962, #19
- Mama, 1964, #8

## Filmografia
- Auf Wiedersehen (1961)